# Liste des seigneurs de Frinandour
La seigneurie de Frinandour ou encore Friandour, Fomandour, Frivondour était située à Quemper-Guezennec en Bretagne.

## Château
Jean Ogée affirme que ce château appartenait, en 1393, au duc Jean IV de Bretagne, quand il fut assiégé par Clisson. Cependant, il est avéré qu'il n'en était rien.
Il a appartenu successivement à la famille Avaugour, à la famille Kergorlay, puis à la famille de Montfort par mariage de Jeanne de Kergorlay avec Raoul IX de Montfort, puis à la famille de Laval. Dès la fin du XIVe siècle, Frinandour n'était plus la résidence de ces seigneurs, mais était encore place de guerre.

## Liste des seigneurs de Frinandour

### Les Montfort

Armes des seigneurs de Montfort : D’argent à la croix de gueules gringollée d’or.

- Raoul IX de Montfort ;
- Charles de Montfort ;

### Les Laval
- Louis de Laval-Châtillon ;
- Guy XVI de Laval[6].

## Source partielle
- Revue de Bretagne et de Vendée, Marzeau, 1808, p. 243.